# 1888 en Suisse
Chronologie de la Suisse
- 1884
- 1885
- 1886
- 1887
- 1888
- 1889
- 1890
- 1891
- 1892

Chronologie de la Suisse
1887 en Suisse - 1888 en Suisse - 1889 en Suisse

## Gouvernement au1erjanvier 1888
- Conseil fédéral[1]
  - Bernhard Hammer (PRD), président de la Confédération
  - Louis Ruchonnet (PRD)
  - Emil Welti (PRD)
  - Wilhelm Hertenstein (PRD)
  - Karl Schenk (PRD)
  - Numa Droz (PRD)
  - Adolf Deucher (PRD)

## Évènements
- La Grande-Fontaine est érigée à la Chaux-de-Fonds
- Dimanche 1er janvier : entrée en vigueur de la loi fédérale concernant l'application, aux dentistes, de la loi fédérale sur l'exercice des professions de médecin, pharmacien et vétérinaire dans la Confédération suisse.

- Mercredi 15 février : une avalanche emporte six cheminots à Wassen (UR).

- Vendredi 1er juin : inauguration de la gare des Eaux-Vives, à Genève et mise en service de la ligne ferroviaire entre Genève, Chêne-Bourg et Ambilly (Haute-Savoie).
- Dimanche 3 juin : fondation à Winterthour (ZH) de la Fédération suisse des travailleurs de la métallurgie.
- Mercredi 6 juin : mise en service du premier tramway électrique de Suisse, sur le trajet Vevey-Montreux-Chillon (VD).
- Mercredi 13 juin : ouverture de la ligne ferroviaire du Brünig, entre Brienz (BE) et Alpnachstad (OW).
- Vendredi 29 juin : ouverture à Lucerne de Fête fédérale de gymnastique.

- Dimanche 8 juillet : mise en service du funiculaire du Bürgenstock.
- Dimanche 15 juillet : inauguration au Locle (NE), du monument élevé à la mémoire de Daniel Jeanrichard.

- Dimanche 21 octobre : fondation à Berne du premier parti socialiste suisse][2].

- 12 novembre : fondation d’Aluminium Industrie Aktien Gesellschaft (AIAG) à Neuhausen[3] (Alusuisse en 1963).
- Jeudi 15 novembre : entrée en vigueur de la loi fédérale sur les brevets d'invention.

- Samedi 1er décembre : recensement fédéral : la population de la Suisse s’élève à 2 917 754 habitants.
- Jeudi 13 décembre : élection au Conseil fédéral de Walter Hauser (PRD, ZH).

## Décès
- 17 février : Jules Marguet, à Lausanne, à l’âge de 70 ans, professeur de mathématiques.
- 25 février : Urbain Olivier, écrivain-paysan, à La Sarraz (VD), à l’âge de 77 ans.
- 14 avril Johann Konrad Kern, premier président du conseil de l'École polytechnique fédérale de Zurich, à Zurich, à l’âge de 79 ans.
- 25 avril : Urs Schild, industriel, à Granges, à l’âge de 58 ans.
- 30 mai : Louis Buvelot, peintre et photographe d’origine neuchâteloise, à Melbourne (Australie), à l’âge de 74 ans.
- 16 juin : Marie-Thérèse Scherer, à Ingenbohl (SZ), à l’âge de 62 ans, supérieure des Sœurs de la charité de la Sainte-Croix.
- 3 août : Carlo Battaglini, à Lugano, à l’âge de 76 ans, l'un des protagonistes de la révolution libérale de 1839.
- 24 novembre : Jean Nussbaum, médecin franco-suisse, défenseur de la liberté religieuse († 29 novembre 1967).
- 27 novembre Wilhelm Hertenstein, à l’âge de 63 ans, conseiller fédéral (PRD, ZH).